# PSA EW/DW
PSA EW/DW — семейство бензиновых и дизельных двигателей, разработанных в рамках сотрудничества PSA Peugeot Citroen c Ford Motor Company. Включает в себя двигатели объёмом 2 л (DW10, тип двигателя RH_) и 2,2 л (DW12, тип двигателя 4H_). 

## Характеристики и история
2,2 л bi-Turbo Diesel стал 4-м этапом сотрудничества концерна PSA Peugeot Citroen c Ford Motor Company в области создания дизельных двигателей, которое начато ещё в 1998 году.
Особенное внимание инженеры уделили поведению мотора на низких скоростях вращения. В результате уже на 1000 об/мин двигатель выдаёт 200 Н·м крутящего момента, а его тяговое усилие равномерно распределено по всему диапазону работы мотора (более 355 Н·м при 3000 об/мин).
Динамические характеристики возросли на 54 % по сравнению с моторами предыдущего поколения PSA XU и PSA XUD.
Хотя технология bi-Turbo (параллельная сборка 2 турбокомпрессоров, соединённых последовательно, с фиксированным шагом GARRETT) не нова, она впервые в мире применена на 4-цилиндровом дизельном моторе.

## DW8
- Объём: 1,9 л (1868 см3)
- Диаметр цилиндра x ход поршня: 82,2 x 88 мм
- Степень сжатия: 23.0:1
- Мощность: 71 л. с.
- Крутящий момент: 127 Н⋅м при 2500 об/мин
- Годы производства: 2000—2007

| Модель      | Мощность / крутящий момент                         |
| ----------- | -------------------------------------------------- |
| DW8 (WJZ)   | 69 л. с.                                           |
| DW8 B (WJX) | 69 л. с.                                           |
| DW8 B (WJY) | 69 л. с.                                           |
| Toyota 1WZ  | 69 л. с. при 4600 об/мин / 125 Н⋅м при 2500 об/мин |

## DW10
- Объём: 2,0 л (1997 см3)
- Диаметр цилиндра x ход поршня: 85 x 88 мм
- Мощность: 109 л. с.

| Модель                         | Мощность  |
| ------------------------------ | --------- |
| DW10 ATED / RHS                | 107 л. с. |
| DW10 TD / RHY                  | 90 л. с.  |
| DW10 BTED / RHX                | 95 л. с.  |
| DW10 ATED / RHZ                | 109 л. с. |
| DW10 ATED4 / RHW               | 109 л. с. |
| DW10 UTED4 / RHK (DW10B/DW10C) | 120 л. с. |
| DW10 BTED4 (E5) / RHR          | 141 л. с. |
| DW10 BTED4 / RHF               | 140 л. с. |
| DW10 C RHE/ RHH / RHC          | 152 л. с. |
| DW10 FE / AH01                 | 120 л. с. |
| DW10 FD 100KW / AH01           | 135 л. с. |
| DW10 FD / AH01                 | 150 л. с. |
| DW10 FC / AH01,AH02            | 180 л. с. |

## DW12
- Объём: 2,2 л (2179 см3)
- Диаметр цилиндра x ход поршня: 85 x 96 мм
- Мощность: 170 л. с.

| Модель     | Мощность      |
| ---------- | ------------- |
| DW12 UTED  | 100 л. с.     |
| DW12 TED4  | 128—133 л. с. |
| DW12 BTED4 | 177 л. с.     |
| DW12 C     | 204 л. с.     |

## EW7
- Объём: 1,7 л (1749 см3)
- Диаметр цилиндра x ход поршня: 82,7 x 81,4 мм

| Модель | Мощность  |
| ------ | --------- |
| EW7 J4 | 117 л. с. |
| EW7 A  | 125 л. с. |

## EW10
- Объём: 2,0 л (1997 см3)
- Мощность: 177 л. с.
- Крутящий момент: 200 Н⋅м при 4000 об/мин

| Модель         | Мощность  |
| -------------- | --------- |
| EW10 D (RLZ)   | 140 л. с. |
| EW10 J4 (RFN)  | 136 л. с. |
| EW10 J4 (RFR)  | 135 л. с. |
| EW10 J4S (RFK) | 177 л. с. |
| EW10 A (RFJ)   | 143 л. с. |

## EW12
- Объём: 2,2 л (2231 см3)
- Диаметр цилиндра x ход поршня: 86 x 96 мм

| Модель        | Мощность      |
| ------------- | ------------- |
| EW12 J4 (3FZ) | 158—163 л. с. |